# Bacurau-da-telha
O bacurau-da-telha (Hydropsalis longirostris) é uma espécie de bacurau que habita da região dos Andes até à Bolívia, Chile, Sul da Argentina e Sudeste do Brasil. Tais aves chegam a medir até 23 cm de comprimento, possuindo coloração escura, com larga faixa branca nas primárias, e manchas brancas nas retrizes externas e na orla da asa. 

## Nomes populares
Também são conhecidas pelos nomes de bacurau-de-rabo-branco, bacurau-rupestre, morcegão e pai-avô. [carece de fontes?]
O nome bacurau-da-telha foi selecionado como nome vernáculo técnico para a espécie pelo Comitê Brasileiro de Registros Ornitológicos (CBRO) em 2021.

## Subespécies
Oito subespécies já foram reconhecidas, incluindo duas subespécies, uma do Chile e outra do Brasil que descritas nos anos 2000. O bacurau de Tschudi foi anteriormente considerado uma subespécie, mas agora foi elevado à categoria de espécie. Recentemente, foi sugerido que tanto H. l. roraimae e H. l. ruficervix devem ser tratados como uma espécie separada.
- H. l. ruficervix (Sclater, 1866) - Colômbia, Venezuela e Equador
- H. l. roraimae Chapman, 1929 - tepuis do sul da Venezuela
- H. l. atripunctata Chapman, 1923 - Peru ao noroeste da Argentina
- H. l. bifasciata (Gould, 1837) - Chile, oeste da Argentina
- H. l. pedrolimai (Grantsau, 2008) - nordeste do Brasil
- H. l. longirostris (Bonaparte, 1825) - sudeste do Brasil, Paraguai, Uruguai e nordeste da Argentina
- H. l. mochaensis (Cleere, 2006) - centro do Chile
- H. l. patagonica (Olrog, 1962) - centro e sul da Argentina

Este bacurau tem um comprimento que varia de 20-27 centímetros. A íris, bico, pernas e pés variam de um marrom a um marrom escuro. Ao contrário dos machos, as fêmeas têm garganta marrom-amarelada e a cauda carece de marcas brancas. Juvenis e imaturos são semelhantes aos adultos, mas menos pontilhados, com uma pequena faixa laranja acastanhada estreita nas penas primárias.

## Vocalizações
A espécie possui uma variedade de vocalizações. O tom territorial é um assobio agudo, siiiirt swiiiiiirt siiiiit, repetido constantemente a cada 1 a 3 segundos. Os assobios podem ser ouvidos ao anoitecer ou ao amanhecer. O apito de vôo é geralmente ouvido durante a temporada de reprodução como uma chiiit alta. As fêmeas, quando assustadas, produzem sons nasais como tchrii-ii .

## Distribuição e habitat
O bacurau-de-telha é uma espécie sul-americana que pode ser encontrada em altitudes de até 4.200 m. Seu habitat varia desde a borda da floresta até matagais semi-áridos, áreas abertas e até mesmo no telhado de edifícios. Eles são pássaros principalmente noturnos. Eles se empoleiram em uma variedade de ambientes, desde o chão da floresta até edifícios. No Rio de Janeiro, os bacuraus-de-telha apresentam uma plasticidade comportamental, pois se empoleiram perto de fontes de luz para comer os insetos que ali são atraídos.

## Comportamento e ecologia

### Alimentação
Os bacuraus-de-telha alimentam-se de insetos, principalmente mariposas, besouros e cupins.

### Reprodução
A temporada de reprodução varia de acordo com a região. No oeste da Venezuela, é de fevereiro a setembro; Para Equador, Colômbia e Chile, estima-se que seja no final de julho, fevereiro a novembro e novembro, respectivamente; e para Argentina e sudoeste do  Brasil (Rio de Janeiro) de setembro a outubro. Os bacuraus-de-telha  não constroem um ninho, em vez disso, os ovos são colocados em uma depressão do solo entre a vegetação densa, solo descoberto ou à beira de estradas. Normalmente, eles colocam 1-2 ovos elípticos em cada estação de reprodução, que variam em cor de rosa cremoso, esbranquiçado, marrom manchado, lilás e cinza.
Os ovos são aproximadamente 25 milímetros  de comprimento e pesam ~ 5 gramas . A assincronia dos ovos postos pode causar diferenças nas dimensões entre os ovos de uma mesma ninhada. Os pais normalmente abandonam o ninho durante o anoitecer ou ao amanhecer; não há evidências de pais retirando os ovos do ninho.